# Drimys purpurascens
Drimys purpurascens är en tvåhjärtbladig växtart som beskrevs av Joyce Winifred Vickery. Drimys purpurascens ingår i släktet Drimys och familjen Winteraceae. Inga underarter finns listade.